# Campionati canadesi di sci alpino 2003
I Campionati canadesi di sci alpino 2003 si sono svolti a Whistler dal 19 al 25 marzo. Sono state disputate gare di slalom gigante e slalom speciale, sia maschili sia femminili, e il supergigante maschile.
Trattandosi di competizioni valide anche ai fini del punteggio FIS, vi hanno partecipato anche sciatori di altre federazioni, senza che questo consentisse loro di concorrere al titolo nazionale canadese.

## Risultati

### Uomini

#### Discesa libera
La gara è stata annullata.

#### Supergigante
| Pos. | Atleta           | Nazione | Tempo   |
| ---- | ---------------- | ------- | ------- |
| 1    | Erik Guay        | Canada  | 1:31,97 |
| 2    | Darin McBeath    | Canada  | 1:32,32 |
| 3    | Jeff Hume        | Canada  | 1:32,76 |
| 4    | François Bourque | Canada  | 1:33,34 |
| 5    | Brad Spence      | Canada  | 1:33,96 |
| 6    | Cameron Culbert  | Canada  | 1:34,01 |
| 7    | David Anderson   | Canada  | 1:34,03 |
| 8    | John Kucera      | Canada  | 1:34,40 |
| 9    | Paul Stutz       | Canada  | 1:34,42 |
| 10   | Mike Giannelli   | Canada  | 1:34,44 |

Data: 24 marzo

#### Slalom gigante
| Pos. | Atleta                 | Nazione | Tempo   |
| ---- | ---------------------- | ------- | ------- |
| 1    | Thomas Grandi          | Canada  | 2:31,15 |
| 2    | David Anderson         | Canada  | 2:31,48 |
| 3    | Julien Cousineau       | Canada  | 2:31,72 |
| 4    | Jeff Hume              | Canada  | 2:31,79 |
| 5    | Erik Guay              | Canada  | 2:31,88 |
| 6    | Jan Hudec              | Canada  | 2:31,95 |
| 7    | Ryan Semple            | Canada  | 2:32,42 |
| 8    | Brian Bennett          | Canada  | 2:32,72 |
| 9    | Manuel Osborne-Paradis | Canada  | 2:33,10 |
| 10   | Cameron Culbert        | Canada  | 2:33,48 |

Data: 23 marzo

#### Slalom speciale
| Pos. | Atleta          | Nazione | Tempo   |
| ---- | --------------- | ------- | ------- |
| 1    | Thomas Grandi   | Canada  | 1:46,28 |
| 2    | Brad Spence     | Canada  | 1:48,03 |
| 3    | Ryan Semple     | Canada  | 1:48,14 |
| 4    | Patrick Biggs   | Canada  | 1:48,69 |
| 5    | Nick Zoricic    | Canada  | 1:48,75 |
| 6    | John Kucera     | Canada  | 1:49,03 |
| 7    | Jan Hudec       | Canada  | 1:49,60 |
| 8    | Brian Bennett   | Canada  | 1:50,58 |
| 9    | Trevor White    | Canada  | 1:50,69 |
| 10   | Johnny Davidson | Canada  | 1:51,09 |

Data: 20 marzo

### Donne

#### Slalom gigante
| Pos. | Atleta                 | Nazione | Tempo   |
| ---- | ---------------------- | ------- | ------- |
| 1    | Britt Janyk            | Canada  | 2:36,66 |
| 2    | Brigitte Acton         | Canada  | 2:38,79 |
| 3    | Gail Kelly             | Canada  | 2:38,97 |
| 4    | Allison Forsyth        | Canada  | 2:39,50 |
| 5    | Christina Lustenberger | Canada  | 2:39,66 |
| 6    | Sophie Splawinski      | Canada  | 2:40,55 |
| 7    | Julie Langevin         | Canada  | 2:41,32 |
| 8    | Kristin Taylor         | Canada  | 2:41,35 |
| 9    | Anna Prchal            | Canada  | 2:41,59 |
| 10   | Émilie Desforges       | Canada  | 2:41,66 |

Data: 25 marzo

#### Slalom speciale
| Pos. | Atleta                    | Nazione | Tempo   |
| ---- | ------------------------- | ------- | ------- |
| 1    | Britt Janyk               | Canada  | 1:20,28 |
| 2    | Emily Brydon              | Canada  | 1:20,91 |
| 3    | Sophie Splawinski         | Canada  | 1:22,13 |
| 4    | Brigitte Acton            | Canada  | 1:22,18 |
| 5    | Anna Goodman              | Canada  | 1:22,36 |
| 6    | Émilie Desforges          | Canada  | 1:22,73 |
| 7    | Stéphanie Ouellet-Décoste | Canada  | 1:22,84 |
| 8    | Shona Rubens              | Canada  | 1:22,85 |
| 9    | Lauren Lattimer           | Canada  | 1:23,58 |
| 10   | Christina Lustenberger    | Canada  | 1:23,77 |

Data: 19 marzo